# 4-Méthylimidazole
Le 4-méthylimidazole, couramment abrégé 4-MEI, est un composé chimique hétérocyclique de formule CH3–C3H3N2. Comme le 2-méthylimidazole, c'est un sous-produit de la réaction de Maillard.

## Sources alimentaires et modes de formation
Le 4-MEI peut se former lors du « brunissement » de certains aliments (par réaction de Maillard entre glucides et composés aminés), en particulier lors du rôtissage ou quand le sucre caramélise sous l'effet de la chaleur.
On le trouve également dans les colorants caramel, issus de procédés à base d'ammoniaque NH4OH, de sulfite d'ammonium (NH4)2SO3 et de différents peptides, largement utilisés pour colorer un très grand nombre d'aliments, notamment des boissons (cola et bière brune). Typiquement, la dose en 4-MEI dans ces boissons est de 100 μg dans une canette, ou 0,4 % dans certaines boissons au cola (soit 1440 mg par 360 ml).
Enfin, le 4-MEI peut se former également par fermentation.

## Toxicité
À très fortes doses — 360 mg·kg-1 de masse corporelle — le 4-méthylimidazole présente une toxicité aiguë. Il induit :
- des convulsions chez les lapins, les souris et les poules,
- il a été la cause très probable d'intoxications aiguës observées chez le bétail nourri avec suppléments alimentaires aux « sucres ammoniaqués » dans les années 1960[7].

La dose acceptable admise a d'abord été fixée à 100 mg par jour et par kilogramme du sujet, soit un niveau très supérieur à la quantité que peut absorber un individu consommant régulièrement des boissons comportant des colorants caramel.
En 2004, en dépit d'avis divergents des experts, les colorants caramel ont été considérés comme sans danger (aux doses habituelles) par l'Union européenne qui a néanmoins fixé une concentration maximum légale de 4-MEI dans les colorants caramel à 250 mg·kg-1.

### Cancérigène potentiel
On suspecte depuis les années 1970 que certains colorants de caramels soient cancérigènes.
- Une étude du National Toxicology Program (NTP) a mis en évidence en 2007 que les hautes doses de 4-MEI sont cancérogènes chez les souris et les rates[9]. Une autre étude toxicologique parue en 2008 observe en revanche un effet anticancéreux de cette molécule[10]. 
Néanmoins, il a été avancé que la diminution de l'incidence des tumeurs observée dans cette étude était due davantage à la perte de poids qu'à un véritable effet anticancéreux[5]. 
Des effets semblables ont été observés pour le 2-méthylimidazole, isomère également présent dans les colorants caramel.
- En 2011 le Center for Science in the Public Interest (CSPI) a aux États-Unis exhorté la FDA (et son homologue Santé Canada au Canada) de mettre fin à la vente de ces colorants[11]. le CSPI a aussi demandé à la FDA de renommer l'expression ‘caramel coloring’ en une expression plus descriptive et d'interdire la mention du mot ‘naturel’ sur tous les produits contenant un colorant artificiel caramel.
- La Californie a immédiatement (en janvier 2011) inscrit le 4-méthylimidazole sur sa liste de cancérogènes probables avec une dose maximale quotidienne sans effet nocif de 29 μg[12],[13], ce qui est inférieur à la dose moyenne absorbée par les consommateurs de colas[5]. 
Sous la pression de ce précédent, les sociétés Coca-Cola et PepsiCo ont dû annoncer le 8 mars 2012 qu'elles allaient réduire le taux de 4-MEI dans leurs boissons aux États-Unis[14],[15],[16].
- En 2014, le caractère cancérigène de différentes formes du méthylimidazole (très utilisées dans certains sodas au cola ou encore dans les bières, d'autres boissons alcoolisées (dont le blended whisky) ou certaines sauces de soja, sauce Worcestershire, des vins, de la mélasse ammoniaquée et des sirops de caramel), est confirmé chez la souris de laboratoire, par une étude qui laisse aussi penser qu'il peut induire des leucémies chez le rat[6]. 
Mi-2014, la Californie exige des producteurs qu'ils ajoutent un avertissement au consommateur sur les produits qui pourraient conduire à la consommation de plus de 30 microgrammes par jour de méthylimidazoles/jour[6] et la FDA (Food and Drug Administration) devrait interdire certains usages de ces colorants aujourd'hui très utilisés (en termes de poids de colorants ingérés, ce pourraient être les colorants les plus consommés au monde[17]) dans les aliments[6].